# 比部
比部，為漢字索引中的部首之一，康熙字典214個部首中的第八十一個（四劃的則為第二十一個）。在傳統漢字與中文簡化字中，其都被歸為四劃部首。比部通常是從上、下、右方均可為部字。且無其他部首可用者將部首歸為比部。

## 部首單字解釋
1.ㄅㄧˇ，①排比、較量。②比擬、比方。③例、事例。④詩的六義之一。詩歌作法的一種，使用象徵、譬喻的方式來創作。見詩經．大序。⑤同類。⑥兩數相除的算式，以甲數除以乙數，稱為他們兩個之間的比。參「比例」條目。⑦比賽結果的表示法。⑧從、和順。
2.ㄅㄧˋ，①親近、相近。見廣雅 · 釋詁。②結黨、勾結。③並列、緊密排列。④最近、近來。⑤及、到。⑥易卦名。六十四卦之一。坤下坎上。見易經．比卦．彖曰。⑦周代地方組織名。五家為比。見周禮 · 地官 · 大司徒。⑧連連、屢屢。
3.ㄆㄧˊ，通皮。

## 字形

甲骨文
金文
大篆
小篆

## 名稱
- 漢語：比部　（拼音：bǐbù　注音：ㄅㄧˇ ㄅㄨˋ）
- 日語：
- 朝鲜語：

## 字例
| 除部首外之筆劃 | 字例 -{  |
| -------------- | -------- |
| 0              | 比       |
| 2              | 毕       |
| 5              | 㲋毖毗毘 |
| 6              | 毙       |
| 13             | 毚       |
| 23             | 𣬚 }-    |